# NGC 4930
NGC 4930 este o galaxie spirală situată în constelația Centaurul. A fost descoperită în 8 iunie 1834 de către John Herschel. Se află la o distanță de 13 megaparseci de Pământ.